# Paharnic
Paharnic era un titlu purtat, în evul mediu, de boierul de la curtea domnilor români din Țara Românească și din Moldova, care avea în grijă băutura domnului, iar în împrejurări deosebite sau la sărbători îl servea personal pe domn, gustând băutura înaintea acestuia, pentru a se convinge că nu este otrăvită.
Dregătoria de paharnic (latină pincerna sau buticularius), apare menționată documentar pentru prima dată în data de 8 ianuarie 1392 în Țara Românească și în data de 18 noiembrie 1393 în Moldova.
În lucrarea Din albumul unui bibliofil de Vasile Alecsandri se vorbește despre Boierii așezate de Alexandru-Vodă cel Bun și Bătrân. Între acestea apar și dregătoriile de:
- Paharnic mare (în limba latină magister picernorum) [1] și pârcălab de Cotnar și de Hârlău

are obicei să direagă (să verse vin) domnului la zile mari, la masă, cu paharul.
- Paharnic al 2-lea

după dvorba paharnicului celui mare dvorește la masă și direge pahar cu băutură la domn.
- Paharnic al 3-lea

când nu direge al 2-lea, direge el.
Funcția de paharnic este foarte veche. În Biblie, în Întâia carte a lui Moise  (Facerea) apare următorul text: 
S-a întâmplat însă după aceasta ca marele paharnic al regelui Egiptului și marele pitar să greșească înaintea regelui Egiptului, stăpânul lor.
Paharnicul era asimilat dregătorilor, uneori putând fi chiar mai important decât ei, deoarece avea acces la secrete la care dregătorii nu aveau acces. 
Paharnicul cel mare făcea parte din categoria boierilor de sfat sau sfetnici alături de alți șapte; logofătul cel mare, vornicul din Țara de Jos, hatmanul, postelnicul cel mare și vistiernicul. Paharnicul cel mare la ospețe întindea domnitorului primul pahar cu vin. El priveghea viile domnitorului pentru a fi lucrate și culese la timp. Nimeni nu putea culege viile decât atunci când el dădea slobozire, după datină în Ziua Crucii - 14 septembrie. Porunca culesului obliga la un mic plocon care forma venitul paharnicului.Tot el ridica desetina (a zecea parte) pe vin, cuvenită domnitorului. 
Sinonime: cupar, ceașnic, picernic.
Soția paharnicului era numită păhărniceasă.